# Verzoeningsleer
De verzoeningsleer is de christelijke zienswijze dat Jezus Christus verzoening heeft bewerkstelligd tussen God en de mensheid. Deze is volgens veel theologen het centrale leerstuk van het christendom, hoewel er nooit een algemeen aanvaarde leer is vastgesteld. Vaak worden drie soorten onderscheiden: die benadrukken dat Jezus het kwaad dat tussen God en mens staat heeft overwonnen (Christus Victor); die vooral stellen dat God een andere houding heeft aangenomen (satisfactieleer); die het accent leggen op de verandering in de mens door Jezus (Subjectieve verzoeningsleer).

## Bronmateriaal
Historische Jezus
De centrale boodschap van Jezus van Nazaret was dat Gods nieuwe wereld ("het koninkrijk van God") op het punt stond aan te breken. Er wordt onder nieuwtestamentici veel over gediscussieerd of Jezus zijn eigen dood heeft gezien als een offer voor anderen. Diverse passages uit de evangeliën (Marcus 10:45 en 14:24) kunnen namelijk zijn ingekleurd door latere christelijke voorstellingen.
Nieuwe Testament
In het Nieuwe Testament is overigens geen uitgewerkte verzoeningsleer te vinden. Alleen de Brief aan de Hebreeën gaat uitgebreider in op de dood van Jezus als eenmalig offer van het nieuwe verbond in contrast met de steeds herhaalde offers van het oude verbond. De zienswijze dat Jezus' sterven en opstanding een vorm van toenadering of verzoening tussen God en mensen teweegbracht, is wel terug te vinden in de oudste brieven van Paulus, die gedateerd worden vóór de evangeliën (rond het jaar 50 n.Chr.). Deze passages zelf grijpen al terug op bestaande tradities (bijvoorbeeld 1 Tessalonicenzen 5:9-10), wat erop wijst dat de interpretatie dat Jezus' dood enige vorm van verzoening bewerkstelligde heel oude papieren heeft.

## Kerkvaders (Christus victor)
In de vroege kerk leerde men dat de redding door God tot stand kwam door de menswording, het leven, de dood en de opstanding van Jezus Christus. Een belangrijke gedachte, die bijvoorbeeld bij Irenaeus (2e eeuw n.Chr.) en Athanasius van Alexandrië (4e eeuw n.Chr.) is te vinden, is dat God mens werd, zodat de mens goddelijk kon worden (de zogeheten theosis, deïficatie of vergoddelijking; vgl. 2 Petrus 1:4).
De meeste kerkvaders zagen Jezus' leven en sterven als een vorm van overwinning op het kwaad. Deze manier om naar de betekenis van Jezus te kijken heet ook wel 'Christus victor', latijn voor Christus (als) overwinnaar: hij overwon de barrières die tussen mens en God instaan. Veel theologen zagen dit ook als een bevrijding, een nieuwe exodus: zoals Mozes de Israëlieten meenam uit Egypte, zo heeft Jezus de mensen meegenomen uit het dodenrijk. Het 'losgeld' waarover het Nieuwe Testament spreekt, wordt dan meestal ook gezien als betaald aan de Satan of het dodenrijk.
Teksten uit de evangeliën, die deze visie mogelijk ondersteunen, zijn bijvoorbeeld: Mattheüs 6:14; Marcus 1:4; Marcus 4:13; Lucas 3:3 en Lucas 5:20-24. Hier wordt de nadruk gelegd op geloven als overwinning op het kwaad en ter vergeving van zonden.
De Zweedse (lutherse) theoloog Gustaf Aulén (1879-1977) identificeert Maarten Luther's opvatting over de verzoening met die van Christus Victor. Dit wordt bestreden door o.m. Ritschl en Brunner.

## Anselmus van Canterbury
Anselmus van Canterbury (1033-1109 n.Chr.) ontvouwde zijn invloedrijke verzoeningsleer in het werkje Cur Deus homo ("Waarom God mens werd"). Dit was de eerste filosofisch uitgewerkte verzoeningsleer, zonder beroep op de Bijbel, die men doorgaans aanduidt als de satisfactieleer of "verzoening door voldoening". Deze leer wordt meestal begrepen tegen de achtergrond van het feodale tijdperk.
Anselmus stelt God voor als een feodaal vorst die in zijn eer is aangetast omdat de mens, die hij geschapen had om hem vrijwillig te dienen, zich vrijwillig onder de macht van de duivel had gesteld (overigens is de eer van God gelegen in de orde en de schoonheid van de schepping, want volgens Anselmus kan God zelf natuurlijk niet aangetast worden). Gods rechtvaardigheid eist nu óf straf óf genoegdoening voor de wanorde die de mens door de zonde heeft aangericht, maar de mens kan die vergoeding niet opbrengen, omdat die niet eens meer in staat is zondeloos te leven. Aan de andere kant wil God niet overgaan tot straffen, omdat dan het doel dat hij beoogt met de schepping in gevaar komt, en omdat hij de mensen liefheeft. Anselmus stelt dan dat het noodzakelijk is dat God mens werd om aan God voldoening te geven. De schuld is immers van de mensen, maar alleen God kan die schuld betalen. Deze God-mens leeft vrijwillig tot eer van God. Omdat deze God-mens de verdienste die uit dit leven voortvloeit zelf niet nodig heeft, komt deze ten goede aan zondaren.
De Anselmiaanse verzoeningsleer veronderstelt een nauwkeurig uitgewerkte leer omtrent de Drie-eenheid Gods en de daarmee samenhangende tweenaturenleer van Jezus Christus. Zij roept, wanneer uit de context gehaald, eenvoudig allerlei misverstanden op en doet vrij mechanisch en rationalistisch aan.
Heidelbergse Catechismus
De Heidelbergse Catechismus vertegenwoordigt de klassieke calvinistische leer. De verzoeningsleer in deze Catechismus wordt uiteengezet in de afdelingen ("zondagen") 3 tot 6. De mens is "ganselijk onbekwaam tot enig goed en geneigd tot alle kwaad." God "vertoornt Zich schrikkelijk" over de zonden, "en wil die door een rechtvaardig oordeel tijdelijk en eeuwiglijk straffen." "Zijn gerechtigheid eist dat de zonde, welke tegen de allerhoogste majesteit Gods gedaan is, ook met de hoogste, dat is met de eeuwige straf aan lichaam en ziel gestraft worde." Wij moeten "óf door onszelven, óf door een ander, volkomenlijk betalen." De mens kan niet betalen, maar Jezus Christus, die tegelijk mens en God is, kan dat wel.
Deze verzoeningsleer is duidelijk geënt op de leer van Anselmus, maar legt ook andere accenten. Anselmus maakt bijvoorbeeld onderscheid tussen genoegdoening en straf, terwijl in de Heidelbergse Catechismus deze samenvallen. Critici van de klassieke calvinistische opvatting noemen deze leer wel "bloed-theologie", omdat God eerst bloed zou moeten zien voordat hij de zonden zou kunnen vergeven. De luthers orthodoxe verzoeningsleer is vrijwel identiek aan die van de calvinistische orthodoxie.
Er zijn door de eeuwen heen (orthodoxe - meestal van calvinistische huize) theologen die blijven vasthouden aan de satisfactieleer maar deze wat gematigder probeerden of proberen weer te geven: Hugo de Groot, John McLeod Campbell, Rowan Williams, James Denney, Horace BushnellBert van Veluw,, Karl Barth, John Milbank en Vincent Taylor Volgens de katholiek Thomas Merton worden Anselmus en zijn verzoeningsleer verkeerd begrepen. Het zou bij Anselmus vooral gaan op het herstel van gemeenschap tussen God en de mens. De eer van God legt Merton uit in het verlengde van het Hebreeuwse shalom
 Door de meeste liberale theologen wordt de satisfactieleer verworpen. William Barclay stelt dat gerechtigheid niet kan worden voldaan door straf over te dragen op een onschuldig iemand, zelfs al zou de plaatsbekleder hier vrijwillig mee instemmen.

### Rooms-katholicisme
Het Rooms-katholicisme legt naast het juridische aspect van de verzoening, ook veel nadruk op het offer gebracht door Christus, het Kruis-offer. Dit hangt nauw samen met de theologie van het misoffer dat in de Eucharistie telkens wordt herbeleefd. In hoofdlijnen vallen de protestantse (calvinistische, lutherse) en de rooms-katholieke verzoeningsleer samen.

## Petrus Abaelardus
Petrus Abaelardus (1079-1142 n.Chr.) wordt meestal als de tegenvoeter van Anselmus gezien. Hij verzette zich in zijn Commentaar op de brief van Paulus aan de Romeinen tegen diens gedachte dat God het bloed van zijn Zoon zou hebben geëist als genoegdoening voor de zonden van de mensheid. Hij meent weliswaar dat Christus' werk de zonde van de mensen verzoent, maar legt de nadruk op de gedachte dat Christus het voorbeeld is dat de mensen moeten navolgen en dat hij hen tot wederliefde aansteekt. Teksten uit de evangeliën, die deze visie mogelijk ondersteunen, zijn bijvoorbeeld: Mattheüs 17:5; Mattheüs 25:31-40; Marcus 10:17-22 en Johannes 8:12. Hier wordt de nadruk gelegd op het luisteren naar en het navolgen van Jezus. Men placht de zienswijze waarbij men (allereerst of uitsluitend) uitgaat wat de verzoening met de mens doet, een subjectieve verzoeningsleer te noemen.
Weliswaar is Abaelardus de bekendste vertegenwoordiger van de subjectieve verzoeningsleer, hij is zeker niet de uitvinder van deze leer. Zij gaat terug op allerlei uitspraken van de kerkvaders, w.o. Augustinus. Korff noemt in zijn Christologie (1942, p. 89) als andere middeleeuwse vertegenwoordigers van de subjectieve verzoeningsleer, Petrus Lombardus, Franciscus van Assisi en Bernard van Clairvaux. Moderne(re) vertegenwoordigers van subjectieve verzoeningsleer zijn Friedrich Schleiermacher, Wilhelm Herrmann, Hastings Rashdall, William Barclay Ted Grimsrud, Stephen Finlan en Ellen Flesseman- van Leer. De bekendste Nederlandse vertegenwoordiger van de subjectieve verzoeningsleer was dr. Herman Wiersinga. Bij oudere vertegenwoordigers van de subjectieve verzoeningsleer ziet men niet zelden ook allerlei "objectieve" elementen terug.
In de latere beeldvorming zijn Anselmus (juridische verzoeningsleer) en Abaelardus (verzoening door liefde) vaak tegenover elkaar uitgespeeld. Maar hoewel ze de verzoening verschillend benaderen, namelijk van de kant van God en van de kant van de mens, zijn er veel overeenkomsten tussen beide theologen.

### Algemeen
- A.M. Brouwer: Verzoening. Een Bijbelsch-Theologische Studie, Neerbosch' Boekhandel en Uitgeverij, Neerbosch 1947
- Kr. Strijd: Structuur en inhoud van Anselmus' "Cur Deus Homo", Van Gorcum & Comp. N.V./ G.A. Hak & Dr. H.J. Prakke, Assen 1958
- Rowan Williams: God met ons. De betekenis van het kruis en de opstanding - toen en nu, (uit het Engels vertaald door M. van Ham,) Berne Media, Heeswijk 2018

### Christus Victor (vroege kerk)
- G. Aulén: De Christelijke Verzoeningsgedachte, (uit het Zweeds vertaald door J. Henzel,) H.J. Paris, A'dam 1931
- V. Lossky: In the Image and Likeness of God, St. Vladimir's Seminary Press, Crestwoord, New York 1974

### Satisfactie (Anselmus e.a)
- D. Bentley Hart: A Gift Exceeding Every Debt, Pro Ecclesia, vol. viii, 3, 1998[42]
- J.J. Buskes: Avondboek. Dagelijksche Overdenkingen bij den Heidelbergschen Catechismus, Bosch & Keuning N.V., Baarn 1947[43]
- J. Denney: The Death of Christ, Hodder and Stoughton, Londen 1911
- -------------: The Christian Doctrine of Reconcilliation, Hodder and Stoughton, Londen 1918
- H. de Groot: Defensio fidei catholicae de satisfactione Christi, ?, Engelse vertaling uit 1692[44]
- Liberia Vaticana: Compendium van de Catechismus van de Katholieke Kerk, (Ned. uitgave:) Gooi & Sticht, Kampen 2008
- C. Olevianus, Z. Ursinus: Heidelbergse Catechismus, Keurvorstendom Palts 1563
- B. van Veluw: Wat is de betekenis van Jezus' lijden en sterven, in: Geloven op Goede Gronden. 12 Artikelen over Jezus (red. E. van der Meulen e.a.), Boekencentrum, Zoetermeer 2013

### Subjectieve verzoeningsleer (Abaelardus e.a.)
- W. Barclay: The Plain Man Looks at the Apostles' Creed, William Collins Sons & Co. Ltd., Glasgow 19798
- H. Boschma: Mijn Belijdenis, Daamen, 's-Gravenhage 1906[45]
- R.J. Daly, S.J.: Sacrifice Unveiled: The True Meaning of Christian Sacrifice, T&T Clark International, Londen en New York 2009
- S. Finlan: Salvation Not Purchased: Overcoming the Ransom Idea to Rediscover the Original Gospel Teaching, Cascade Books, Eugene, Oregon 2020
- Hastings Rashdall: The Idea of Atonement in Christianity, Macmillan, Londen 1919
- K. Ward: What the Bible Really Teaches, The Crossroad Publishing Company, New York 2004
- H. Wiersinga: Verzoening als verandering, Bosch en Keuning, Baarn 1972